# Die große Masche (1955)
Die große Masche (Originaltitel: Chicago Syndicate) ist ein US-amerikanischer Film-noir-Krimi aus dem Jahr 1955 unter der Regie von Fred F. Sears und mit Dennis O’Keefe und Abbe Lane in den Hauptrollen.

## Handlung
Der Buchhalter und Kriegsheld Barry Amsterdam wird von dem Chicagoer Zeitungsverleger David Healey und führenden Politikern beauftragt, das Verbrechersyndikat von Arnold Valent zu infiltrieren, der eine korrupte Versicherungsgesellschaft leitet. Valent wird für die Ermordung des Buchhalters Nelson Kern verantwortlich gemacht, der sich mit Beweisen für kriminelle Machenschaften an die Zeitung gewandt hatte.
Barry erfährt, dass Kerns Frau daraufhin Selbstmord begangen hat und seine Tochter Joyce in eine Anstalt eingewiesen wurde. Das und eine Belohnung von 60.000 Dollar überzeugen ihn, den gefährlichen Auftrag anzunehmen. Er geht in einen Nachtclub, der Valent gehört, das Maracas, und lernt dort eine Frau namens Sue Morton kennen, die ihm hilft, sich Zutritt zu verschaffen. Dort trifft er Valents Freundin, die Sängerin Connie Peters. Dann erzählt er Valent, dass er Zeuge des Mordes an Kern war und dass er zur Polizei gehen wird, wenn Valent ihm kein besseres Angebot macht.
Valent stellt ihn ein, traut ihm aber nicht, bis Barry, der heimlich mit der Polizei zusammenarbeitet, einen Juwelendiebstahl und Versicherungsbetrug arrangiert. Sie wendet sich wieder an Sue Morton und bittet sie um Hilfe. Sie richtet eine Waffe auf Barry und befiehlt ihm zu gehen. Als sie jedoch von der Polizei erfährt, wer er wirklich ist, arbeitet Sue mit Barry zusammen und enthüllt, dass sie in Wirklichkeit die Tochter des Ermordeten, Joyce Kern, ist.
Da es ihm nicht gelingt, einen belastenden Mikrofilm zu finden, bleibt Barry nichts anderes übrig, als Connie eifersüchtig zu machen, indem er ihr die andere Frau Valent vorstellt, der sich an sie ranmacht. Connie droht Valent zu verraten und wird von dessen Schlägern brutal zusammengeschlagen. Barry kann den Mikrofilm an sich bringen, wird angeschossen und verletzt, doch Valent wird von der Polizei getötet.

## Produktion
1950 setzte der US-Senat einen Ausschuss zur Untersuchung des organisierten Verbrechens ein, der nach seinem Vorsitzenden Estes Kefover als Kefover-Ausschuss bekannt wurde. Das Komitee hielt eine Reihe von öffentlichen Sitzungen ab, in denen das organisierte Verbrechen im ganzen Land aufgedeckt wurde, was große öffentliche Aufmerksamkeit erregte. Das Interesse an dieser Art von Verbrechensgeschichten fand schnell seinen Weg nach Hollywood, wo eine Reihe von Enthüllungsfilmen entstanden, darunter Der Tiger, Heißes Eisen, Pantherkatze, Eine Stadt geht durch die Hölle und eine Reihe weiterer Filme. Zu diesem Filmzyklus gehört auch Die große Masche.
Zu Beginn des Films wird aus dem Off folgender Auszug aus Carl Sandbergs Gedicht „Chicago“ von 1916 vorgetragen: „Der Schweinefleischfabrikant und Weltschlachter, der Maschinenbauer, der Brotschrotthändler, der Börsenmakler, der Herr über den ganzen Verkehr, der Krawallmacher, der Heiserkeitsmensch, der Kehlkopfmensch, der Breitschultrige – die Riesenstadt“.

### Klage
Die King Brothers verklagten Columbia und Clover Productions auf Schadensersatz in Höhe von 1 Million Dollar wegen der Verwendung des Titels Chicago Syndicate und behaupteten, dass sie den Namen Syndicate bereits bei der Motion Picture Association of America im Zusammenhang mit der Vorbereitung ihres Films registriert hatte und dass „Columbia durch die Verwendung des Namens 'Chicago Syndicate' ihren Namen absichtlich, wissentlich und skrupellos an sich gerissen hat“. Diese Klage blieb jedoch erfolglos, da King Bros. seinen Film nie produzierte.

## Kritiken
Als der Film in die Kinos kam, beschrieb ihn der Filmkolumnist Bosley Crowther in der New York Times als „ein Standard-Melodram, dessen Lichtblick Allison Hayes ist, eine große und sympathische junge Frau, die dem etwas schäbigen O’Keefe eine große Hilfe ist“.